# Magyary István
Magyary István (Szempc, ? – Laxenburg, 1801. április 7.) bölcseleti mester, pozsonyi kanonok.

## Élete
Szempci (Pozsony megye) származású. A teológiát 1770-től 1775-ig a bécsi egyetemen és Rómában hallgatta. 1770-ben mint szemináriumi alumnus baccalaureusi és bölcseleti magisteri fokot nyert. Visszatérve szemináriumi aligazgató, 1776-ban Bottyán József gróf udvari káplánja volt. 1777. március 19-én kemencei (Hont megye) plébánosnak nevezték ki. 1800. december 9-én a nemes fölkelők tábori főpapja, 1801-ben pozsonyi kanonok lett, de még beiktatása előtt meghalt Laxenburgban.

## Munkája
- Jó, és bölcs magyar király, sz. István, ki a keresztény hittel a nemzet polgári boldogságát is országában hozta. Így szóllott a bécsi nemes magyarsághoz nemzeti ünneplése alkalmatosságával ... a tisztelendő kapuczinus atyáknak templomában Kis-Asszony havának 23-napján 1795. eszt. Bécs, 1795.